# Pleszewski
Pleszewski là một huyện thuộc tỉnh Wielkopolskie của Ba Lan. Huyện có diện tích 713 km². Đến ngày 1 tháng 1 năm 2011, dân số của huyện là 62563 người và mật độ 88 người/km².